# Johan Brunström
Johan Brunström (Fiskebäckskil, Suècia; 3 d'abril de 1980) és un tennista professional retirat suec.
En el seu palmarès consten cinc títols de dobles masculins en el circuit ATP. Va ocupar el 377è lloc del rànquing individual i el 31è del rànquing de dobles femenins. Va formar part de l'equip suec de la Copa Davis en diverses ocasions.
Va estudiar en la Universitat Metodista del Sud als Estats Units, on va competir en el campionat de la NCAA amb bons resultats.

## Palmarès

### Dobles masculins: 19 (5−14)
| Llegenda (pre/post 2009)                                 |
| -------------------------------------------------------- |
| Grand Slams (0−0)                                        |
| Tennis Masters Cup / ATP Finals (0−0)                    |
| ATP Masters Series / ATP World Tour Masters 1000 (0−0)   |
| ATP International Series Gold / ATP World Tour 500 (0−0) |
| ATP International Series / ATP World Tour 250 (5−14)     |

| Títols per superfície |
| --------------------- |
| Dura (3−7)            |
| Gespa (0−2)           |
| Terra batuda (2−3)    |

| Resultat  | Núm. | Data                   | Torneig                         | Superfície   | Parella            | Oponents                         | Marcador               |
| --------- | ---- | ---------------------- | ------------------------------- | ------------ | ------------------ | -------------------------------- | ---------------------- |
| Finalista | 1.   | 7 de juliol de 2008    | Båstad, Suècia                  | Terra batuda | Jean-Julien Rojer  | Jonas Björkman Robin Söderling   | 2−6, 2−6               |
| Finalista | 2.   | 12 d'octubre de 2008   | Estocolm, Suècia                | Dura (i)     | Michael Ryderstedt | Jonas Björkman Kevin Ullyett     | 1−6, 3−6               |
| Finalista | 3.   | 10 de maig de 2009     | Belgrad, Sèrbia                 | Terra batuda | Jean-Julien Rojer  | Łukasz Kubot Oliver Marach       | 2−6, 6−7(3)            |
| Finalista | 4.   | 20 de juny de 2009     | 's-Hertogenbosch, Països Baixos | Gespa        | Jean-Julien Rojer  | Wesley Moodie Dick Norman        | 6−7(3), 7−6(3), [5−10] |
| Finalista | 5.   | 2 d'agost de 2009      | Umag, Croàcia                   | Terra batuda | Jean-Julien Rojer  | František Čermák Michal Mertiňák | 4−6, 4−6               |
| Finalista | 6.   | 26 de setembre de 2009 | Bucarest, Romania               | Terra batuda | Jean-Julien Rojer  | František Čermák Michal Mertiňák | 2−6, 4−6               |
| Guanyador | 1.   | 1 d'agost de 2010      | Gstaad, Suïssa                  | Terra batuda | Jarkko Nieminen    | Marcelo Melo Bruno Soares        | 6−3, 6−7(4), [11−9]    |
| Finalista | 7.   | 24 d'octubre de 2010   | Estocolm (2)                    | Dura (i)     | Jarkko Nieminen    | Eric Butorac Jean-Julien Rojer   | 3−6, 4−6               |
| Finalista | 8.   | 15 de gener de 2011    | Auckland, Nova Zelanda          | Dura         | Stephen Huss       | Marcel Granollers Tommy Robredo  | 4−6, 6−7(6)            |
| Finalista | 9.   | 10 de juliol de 2011   | Newport, Estats Units           | Gespa        | Adil Shamasdin     | Ryan Harrison Matthew Ebden      | 6−4, 3−6, [5−10]       |
| Finalista | 10.  | 23 de setembre de 2012 | Metz, França                    | Dura         | Frederik Nielsen   | Nicolas Mahut É. Roger-Vasselin  | 6−7(3), 4−6            |
| Finalista | 11.  | 13 de gener de 2013    | Auckland (2)                    | Dura         | Frederik Nielsen   | Colin Fleming Bruno Soares       | 6−7(1), 6−7(2)         |
| Finalista | 12.  | 10 de febrer de 2013   | Montpeller, França              | Dura         | Raven Klaasen      | Marc Gicquel Michaël Llodra      | 3−6, 6−3, [9−11]       |
| Guanyador | 2.   | 25 de maig de 2013     | Niça, França                    | Terra batuda | Raven Klaasen      | J.S. Cabal Robert Farah          | 6−3, 6−2               |
| Guanyador | 3.   | 22 de setembre de 2013 | Metz                            | Dura         | Raven Klaasen      | Nicolas Mahut J-W. Tsonga        | 6−4, 7−6(5)            |
| Finalista | 13.  | 29 de setembre de 2013 | Bangkok, Bangkok                | Dura         | Tomasz Bednarek    | Jamie Murray John Peers          | 3−6, 6−3, [6−10]       |
| Guanyador | 4.   | 5 de gener de 2014     | Chennai, Índia                  | Dura         | Frederik Nielsen   | Marin Draganja Mate Pavić        | 6−2, 4−6, [10−7]       |
| Guanyador | 5.   | 13 de juliol de 2014   | Båstad                          | Terra batuda | Nicholas Monroe    | Jérémy Chardy Oliver Marach      | 4−6, 7−6(5), [10−7]    |
| Finalista | 14.  | 7 d'agost de 2016      | Atlanta, Estats Units           | Dura         | Andreas Siljeström | Andrés Molteni Horacio Zeballos  | 6−7(2), 4−6            |

## Trajectòria

### Dobles masculins
| Open d'Austràlia | A     | A           | 3R          | 1R          | A     | 1R          | 2R          | 1R          | A    | 1R  | 0 / 6     | 3 − 6     |
| Roland Garros | 1R    | 2R          | 1R          | 1R          | 1R    | 1R          | 1R          | 1R          | A    | A   | 0 / 8     | 1 − 8     |
| Wimbledon | 2R    | 2R          | 1R          | 1R          | 2R    | 1R          | 2R          | Q1          | 1R   | 2R  | 0 / 9     | 5 − 9     |
| US Open | 1R    | 1R          | 1R          | 1R          | 1R    | 1R          | 1R          | A           | A    | A   | 0 / 7     | 0 − 7     |
| Jocs Olímpics | A     | No celebrat | No celebrat | No celebrat | 2R    | No celebrat | No celebrat | No celebrat | A    | NC  | 0 / 1     | 1 − 1     |
| Total Victòries−Derrotes                                                                                                   | 10−10 | 18−21       | 21−26       | 8−17        | 11−18 | 29−16       | 20−19       | 4−14        | 7−13 | 3−9 | 134 − 165 | 134 − 165 |
| Rànquing a final d'any | 74    | 42          | 63          | 91          | 71    | 46          | 55          | 112         | 72   | −   |           |           |
| Llegenda: G: Guanyador; F: Finalista; SF: Semifinalista; QF: Quarts de final; Q: Qualificació; A: Absent; RR: Round Robin; |       |             |             |             |       |             |             |             |      |     |           |           |

### Dobles mixts
| Open d'Austràlia | A  | A  | A | A  | A  | 1R | 0 / 1 | 0 − 1 |
| Roland Garros | A  | A  | A | A  | A  | 1R | 0 / 1 | 0 − 1 |
| Wimbledon | 1R | 1R | A | 2R | 3R | A  | 0 / 4 | 3 − 4 |
| US Open | A  | A  | A | A  | A  | A  | 0 / 0 | 0 − 0 |
| Llegenda: G: Guanyador; F: Finalista; SF: Semifinalista; QF: Quarts de final; Q: Qualificació; A: Absent; RR: Round Robin; |    |    |   |    |    |    |       |       |